# Joan Palou i Coll
Joan Palou i Coll (Palma, Mallorca, 1828 - 13 de maig de 1906) fou un advocat, escriptor i polític mallorquí, diputat a Corts durant el sexenni democràtic.
Fou un dramaturg i escriptor en castellà adscrit inicialment al Partit Progressista i proper al general Joan Prim i Prats. Va escriure obres de tarannà romàntic i ambientació catalana i mallorquina, alguna de les quals fou parodiada posteriorment per Serafí Pitarra. Des del 1868 va presidir l'Ateneu Balear, del que en fou un dels fundadors el 1862, i les Tertulias del Progreso, i participà activament en la Revolució de 1868, durant la qual fou secretari de la Junta de Govern de les Illes Balears.
Fou elegit diputat per Palma a les eleccions generals espanyoles de 1869 dins les files del Partit Republicà Democràtic Federal. Va donar suport la Primera República Espanyola i durant la restauració borbònica va donar suport al Partit Republicà Progressista de Manuel Ruiz Zorrilla el 1881, i posteriorment la Unió Republicana.

## Obres
- La campana de la Almudaina (1859), estrenada al Teatre Principal
- La espada y el laúd (1865)
- Don Pedro del Puñalet (1901)